# Villarrabé
Villarrabé é um município da Espanha na província de Palência, comunidade autónoma de Castela e Leão, de área 80,42 km² com população de 251 habitantes (2004) e densidade populacional de 3,12 hab/km².

## Demografia
| Variação demográfica do município entre 1991 e 2004 | Variação demográfica do município entre 1991 e 2004 | Variação demográfica do município entre 1991 e 2004 | Variação demográfica do município entre 1991 e 2004 |
| --------------------------------------------------- | --------------------------------------------------- | --------------------------------------------------- | --------------------------------------------------- |
| 1991                                                | 1996                                                | 2001                                                | 2004                                                |
| 308                                                 | 289                                                 | 260                                                 | 251                                                 |